# یواس‌اس کورکور (ای‌ام-۷۵)
یواس‌اس کورکور (ای‌ام-۷۵) (به انگلیسی: USS Kite (AM-75)) یک کشتی بود که طول آن ۱۲۴ فوت ۳ اینچ (۳۷٫۸۷ متر) بود. این کشتی در سال ۱۹۲۸ ساخته شد.